# Mesmont, Côte-d'Or
Mesmont este o comună în departamentul Côte-d'Or, Franța. În 2009 avea o populație de 208 de locuitori.

## Evoluția populației
| An        | 1975 | 1982 | 1990 | 1999 | 2006 | 2009 |
| --------- | ---- | ---- | ---- | ---- | ---- | ---- |
| Populație | 65   | 125  | 146  | 175  | 196  | 208  |